# Alloeochaete oreogena
Alloeochaete oreogena là một loài thực vật có hoa trong họ Hòa thảo. Loài này được Launert mô tả khoa học đầu tiên năm 1973.